# Savijanje cijevi
Savijanje cijevi je postupak obrade metala bez skidanja čestica, kod kojeg se ravna cijev savija za neki kut. Pri savijanju cijevi pola cijevi u poprečnom presjeku (unutrašnji dio) se skraćuje i opterećen je na tlak, dok se druga polovica cijevi u presjeku (vanjski dio) produljuje i opterećena je na vlak. Ta naprezanja dovode do deformacija presjeka, smanjenja ili čak do potpunog zatvaranja presjeka.

## Ručno savijanje cijevi
Vučene i valjanje cijevi mogu se savijati u hladnom stanju ako se ispune pijeskom, olovom ili navojnom oprugom. Kucanjem čekića po cijevi pijesak se dobro taloži tako da u cijevi ne ostanu prazni prostori. Cijev se zatim s oba kraja zatvori drvenim čepovima dovoljne dužine koji pijesak još više sabiju. Kod savijanja cijevi u toplom stanju, potrebno je mjesto savijanja dobro zagrijati, a za savijanje se koriste odgovarajuće šablone prethodno pripremljene za tu svrhu, kao i razni uređaji i strojevi.

## Alatni strojevi za savijanje cijevi
Alatni strojevi za savijanje cijevi moraju održati nakon savijanja konstantni presjek cijevi. Po konstrukciji se dijele na: savijačice za rotacijsko savijanje, tlačne savijačice, savijačice za savijanje žigom, savijačice s tri valjka.

### Savijačice za rotacijsko savijanje
Kod rotacijskog savijanja cijevi, cijev se uklješti između profila po kojem se savija i stezaljke (graničnika). Rotacija klizača alata i profila, koji daje kut savijanja, odvija se oko osi profila. Tlačni držač služi za sprječavanje deformacija koje nastaju zbog radijalnog naprezanja, koje nastaje tijekom savijanja i održava jednaki oblik cijevi u zavoju i visoku kvalitetu obrade. Kod cijevi koje ne mogu zadržati oblik ili kod tankostjenih cijevi, jer dolazi do prevelikih deformacija oblika presjeka, koriste se trnovi za održavanje unutrašnjeg presjeka. Savijačice za rotacijsko savijanje se dijele na: polužne savijačice, zupčaste savijačice, navojne savijačice i hidrauličke savijačice.

#### Polužne savijačice
Poluga je kruto spojena na alat, koji je profilni valjak s unutarnjim polumjerom jednakim polumjeru cijevi za savijanje. Alat se zakreće oko profila, koji također ima unutrašnji polumjer profila, koji odgovara polumjeru cijevi i određuje polumjer savijanja cijevi. Kut hladnog savijanja određuje se graničnicima i moguće je savijanje do 360º.

#### Zupčaste savijačice
U kućištu se nalazi reduktor s kaljenim zubima velikog prijenosnog omjera. Okretanjem ručice dolazi do pomaka držača cijevi, u kojem je cijev pritegnuta oko profila koji određuje polumjer zakrivljenja. Kut zakrivljenja može biti do 180º. Promjeri cijevi koje se hladno savijaju je do 40 mm za bakrene, mjedene, aluminijske i čelične cijevi, dok je za cijevi od nehrđajućeg čelika promjer do 30 mm. Debljina stijenke je za mekše materijale do 3 mm, dok je za kruće materijale do 1,5 mm. Standardni polumjeri savijanja su od 3 do 4 polumjera cijevi.

#### Navojne savijačice
Kućište je najčešće od aluminija. U njemu je asinkroni elektromotor koji okreće navojno vreteno. Vreteno potiskuje alat koji savija cijev prema profilu. Bolji modeli su opremljeni mikroprocesorski upravljanim digitalnim uređajem za kontrolu kuta savijanja. Postoji mogućnost memoriranja više različitih programa savijanja. Pogodno je za savijanje:
- bakrenih cijevi promjera do 55 mm i debljine stijenke do 4 mm;
- aluminijskih cijevi promjera do 55 mm i debljine stijenke do 5 mm;
- čelične cijevi promjera do 55 mm i debljine stijenke do 3 mm;
- cijevi od nehrđajućeg čelika promjera do 45 mm i debljine stijenke do 2 mm;
- kvadratne cijevi do 50 mm i debljine stijenke do 4 mm.

#### Hidrauličke savijačice
Hidrauličke savijačice se koriste za savijanje različitih promjera cijevi od ugljičnih čelika, mekanih čelika, legiranih čelika, nehrđajućih čelika, aluminija i legura, bakra i legura, mjedi. Promjeri koji se savijaju su cijevi okrugle, pravokutne, kvadratne, ovalne, različitih profila, šipke, trake. Savijačice su opremljene hidrauličkim pogonom, kojim se kontrolira stezanje cijevi, savijanje, pozicioniranje trna s velikom preciznošću (kod savijanja ispod 0,1º).  Kontrola je pomoću PLC uređaja, koja može biti poluautomatska ili potpuno automatska, programi se mogu spremati u memoriju (do 200 programa).

#### Trnovi za savijanje
Trn je alat koji se upotrebljava kod hladnog savijanja tankostijenih cijevi da bi se održao kontinuitet presjeka na mjestu zakrivljenosti. Proizvode se prema unutarnjem presjeku cijevi koja se savija, a prema obliku dijele se na: cilindrične, žličaste, kuglične i zglobne.

### Tlačne savijačice
Tlačno savijanje je slično rotacijskom. Klizač alata rotira oko nepomičnog profila za koji je stegnuta cijev. Kutlačno savijanje je najčešće do 90º, a može biti i do 180º. Tlačna savijačica za teške profile ima kućište izrazito čvrste konstrukcije. Standardno je opremljena elektro mehaničkim prigonom koji tlači alat za savijanje. Stezanje cijevi je hidrauličko. Upravljanje je elektronsko, kojim se određuje duljina i kut savijanja. Savijačice su opremljene napravama za brzu izmjenu alata. Povrat trna se također može programirati.

#### Savijačice za savijanje žigom
Kod savijanja sa žigom, zaobljeni alat na žigu daje profil (polumjer zaobljenja) pritiskom na obradak položen na dva oslonca (klizača). Sila savijanja može se ostvariti ručno (polužno) ili korištenjem hidraulike. Kod ove vrste savijanja ne mogu se koristiti trnovi koji se umeću u cijevi, pa je ova metoda savijanja pogodna je samo za debelostjene cijevi i velike polumjere savijanja. Kućište savijačice je jako dimenzionirano (jedinstveni blok), kako bi moglo zadovoljiti potrebna naprezanja koja nastaju prilikom savijanja. Radni cilindar u jednoj operaciji savija postavljeni obradak oslonjen na klizačima. Graničnik se može programirati kao i cijeli postupak savijanja, te spremiti u memoriju stroja. Računalno upravljanje (CNC) alatnim strojem omogućuje visoku preciznost savijanja (do 0,1 mm). Preko računalno upravljanog zaslona mogu se precizno regulirati radni tlak, broj koraka, brzina i kutovi savijanja. Veličina obratka (dimenzije) i debljina stijenke ovise o snazi stroja, te orijentaciji obratka.

#### Savijačice s tri valjka
Savijanje s 3 profilna valjka se koristi za izradu obradaka s velikim polumjerima savijanja. Ova metoda koristi jedan pogonski (radni valjak) i dva stacionarna protuvaljka koja rotiraju. Obradak koji prolazi između valjaka postepeno dobiva zaobljenje polumjera, koji ovisi o razmaku među valjcima. Strojevi za savijanje cijevi s 3 valjka su robusne čelične konstrukcije, koja mora podnijeti velike sile savijanja. Radna pozicija valjaka može biti u horizontalnoj ili vertikalnoj izvedbi. Pogonski valjak je jedan, ali kod velikih strojeva postoje izvedbe s 2 ili sva 3 pogonska valjka. Kako ne bi došlo do gubitka okretnog momenta na valjcima, hidraulički motori su spojeni direktno preko prigona s planetarnim zupčanicima. Pogonski valjak se hidraulički pokreće i podešava, digitalno se očitava položaj, određuje brzina rotacije valjka. Sve se može spremiti u memoriju i pozvati po potrebi (CNC ili računalno upravljanje alatnim strojem).